# Rolf Thomsen (Comic)
Rolf Thomsen (im Original: Alain Chevallier) ist eine zwischen 1971 und 1985 erschienene
frankobelgische Comicserie.

## Handlung
Rolf Thomsen ist ein professioneller Rennfahrer, der sich mit Sabotageakten und anderen Kriminalfällen auseinanderzusetzen hat. Tatkräftige Unterstützung erhält er von seiner Verlobten Tina Rex und seinem treuen Mechaniker John John, genannt Steack.

## Hintergrund
André-Paul Duchâteau schrieb die Rennfahrerserie. Der Zeichner war Christian Denayer. Die Serie erschien zwischen 1971 und 1976 in Le Soir und 1976 in einer Beilage. Weitere Folgen wurden von 1976 bis 1980 in der belgischen und von 1976 bis 1985 in der französischen Ausgabe von Tintin veröffentlicht. Zwei Kurzgeschichten erschienen in Super Tintin. Es kam auch zu einer Albenveröffentlichung. Einen kurzen Gastauftritt im deutschen Sprachraum hatte die Serie 1975 im alten Zack. Im All-Verlag erscheint seit 2020 eine Gesamtausgabe in 17 Einzelalben unter dem frz. Original-Titel Alain Chevallier (Stand Okt. 2024 liegen 8 Bände vor).

## Geschichten
- Enfer pour un champion[6] (Le Soir, 1971–1972, 44 Seiten)
- La course diabolique (Le Soir, 1972, 44 Seiten, auf Deutsch in: Zack 14–17/1975)
- Tournoi pour 500 (Le Soir, 1972–1973, 44 Seiten, auf Deutsch in: Zack 18–21/1975)
- Les pirates de la route (Le Soir, 1973–1974, 44 Seiten)
- Safari pour zombies (Le Soir, 1974, 44 Seiten)
- Le virus de la peur (Le Soir, 1974–1975, 44 Seiten)
- Duel auto-moto (Le Soir, 1975, 44 Seiten)
- Le team de la mort (Le Soir Illustré, 1976, 44 Seiten)
- Les rivaux (Tintin, 1976–1977, 46 Seiten)
- Forcing dans la neige (Tintin, 1977–1978, 46 Seiten)
- Tornade à Indy (Super Tintin, 1978, 13 Seiten)
- Attentat en Formule 1 (Tintin, 1979, 46 Seiten)
- Le Français errant (Tintin, 1980, 46 Seiten)
- Les pirates du Key-West (Super Tintin, 1980, 10 Seiten)
- L’héritier (Tintin, 1981, 46 Seiten)
- Le signe indien (Tintin, 1982–1983, 46 Seiten)
- Fléaux sur le rallye des pharaons (Tintin, 1983, 46 Seiten)
- L’inconnu de Francorchamps (Tintin, 1983, 9 Seiten)
- Objectif Indianapolis (Tintin, 1984, 15 Seiten)
- Ambitions  (Tintin, 1984, 15 Seiten)
- Monsters Race (Tintin, 1984, 16 Seiten)
- C.A.R.T. sur table (Tintin, 1985, 16 Seiten)
- Piège à Indianapolis (Tintin, 1985, 15 Seiten)
- Le duel (Tintin, 1985, 15 Seiten)